# Unterseeboot 294
L'Unterseeboot 294 (ou U-294) est un sous-marin allemand (U-Boot) de type VII.C/41 utilisé par la Kriegsmarine (marine de guerre allemande) pendant la Seconde Guerre mondiale.

## Historique
Mis en service le 4 octobre 1943, l'Unterseeboot 294 reçoit sa formation de base à Danzig en Pologne au sein de la 8. Unterseebootsflottille jusqu'au 31 juillet 1944, puis il rejoint sa formation de combat au sein de la 11. Unterseebootsflottille à la base sous-marine de Brest en France. Le 6 novembre 1944, il rejoint la 13. Unterseebootsflottille à Bergen en Norvège, puis, à partir du 1er mars 1945 la 14. Unterseebootsflottille à Drontheim.
L'U-294 effectue cinq patrouilles, toutes sous les ordres de l'Oberleutnant zur See Heinz Schütt, dans lesquelles il ne coule, ni n'endommage de navire ennemi, au cours de ses 104 jours en mer.
En vue de la préparation à sa première patrouille, l'U-294 quitte le port de Kiel le 21 mai 1944 et rejoint Stavanger, cinq jours plus tard, le 25 mai 1944.
Il réalise sa première patrouille en quittant Stavanger le 31 mai 1944. 24 jours plus tard, il arrive à Bergen le 23 juin 1944.
Pour sa cinquième patrouille, il appareille du port de Narvikle 8 avril 1945 et rejoint le 24 avril 1945, 17 jours plus tard, le port d'Harstad. Il appareille le lendemain pour le port de Skjomenfjord qu'il rejoint le 26 avril 1945.
L'Allemagne nazie capitule le 8 mai 1945. L'U-294 est capturé à Narvik le 9 mai 1945.
Les U-Boote qui se trouvent dans la région de Narvik à la fin de la guerre sont tous convoyés vers Skjomenfjord sur les ordres alliés pour éviter les conflits avec les Norvégiens le 12 mai. Le 15 mai, un convoi allemand de cinq navires (le fleet tender Grille avec le personnel du Führer der U-Boote (en) (FdU) norvégien à bord, le navire ravitailleur Kärnten, le navire de réparation Kamerun et les navires d'intendance Huascaran et Stella Polaris) et quinze U-Boote (U-278, U-294, U-295, U-312, U-313, U-318, U-363, U-427, U-481, U-668, U-716, U-968, U-992, U-997 et U-1165) appareille pour Trondheim ; il est intercepté après deux jours par le 9e groupe d'escorte au large des côtes norvégiennes et capitule. Alors que les navires se rendent à Trondheim, les U-Boote sont convoyés vers Loch Eriboll en Écosse, et arrivent le 19 mai. Tous les sous-marins se rendent soit à Lisahally soit au Loch Ryan pour l'opération alliée de destruction massive d'U-Boote (Deadlight).
L'U-294 est coulé le 31 décembre 1945 à la position géographique de 55° 44′ N, 8° 40′ O.

## Affectations successives
- 8. Unterseebootsflottille à Danzig du 4 octobre 1943 au 31 juillet 1944 (entrainement)
- 11. Unterseebootsflottille à Brest du 1er août au 5 novembre 1944 (service actif)
- 13. Unterseebootsflottille à Bergen du 6 novembre 1944 au 28 février 1945 (entrainement)
- 14. Unterseebootsflottille à Drontheim du 1er mars au 8 mai 1945 (service actif)

## Commandement
- Oberleutnant zur See Heinz Schütt du 4 octobre 1943 au 9 mai 1945

## Patrouilles
|       | Commandant         | Départ            | Départ        | Arrivée           | Arrivée           | Jours     | Succès |
| ----- | ------------------ | ----------------- | ------------- | ----------------- | ----------------- | --------- | ------ |
|       | Oblt. Heinz Schütt | 21 mai 1944       | Kiel          | 25 mai 1944       | Stavanger         | 5 jours   |        |
| 1     | Oblt. Heinz Schütt | 31 mai 1944       | Stavanger     | 23 juin 1944      | Bergen            | 24 jours  |        |
|       | Oblt. Heinz Schütt | 12 juillet 1944   | Bergen        | 13 juillet 1944   | Flekkefjord       | 2 jours   |        |
|       | Oblt. Heinz Schütt | 31 août 1944      | Flekkefjord   | 12 septembre 1944 | Kiel              | 3 jours   |        |
|       | Oblt. Heinz Schütt | 9 septembre 1944  | Kiel          | 13 septembre 1944 | Flekkefjord       | 5 jours   |        |
| 2     | Oblt. Heinz Schütt | 18 septembre 1944 | Flekkefjord   | 24 septembre 1944 | Flekkefjord       | 7 jours   |        |
| 3     | Oblt. Heinz Schütt | 15 octobre 1944   | Flekkefjord   | 23 octobre 1944   | Flekkefjord       | 9 jours   |        |
|       | Oblt. Heinz Schütt | 27 octobre 1944   | Flekkefjord   | 28 octobre 1944   | Horten            | 2 jours   |        |
|       | Oblt. Heinz Schütt | 4 novembre 1944   | Horten        | 4 novembre 1944   | Horten            | 1 jour    |        |
|       | Oblt. Heinz Schütt | 7 novembre 1944   | Tönsberg (en) | 12 novembre 1944  | Bergen            | 6 jours   |        |
| 4     | Oblt. Heinz Schütt | 12 novembre 1944  | Bergen        | 14 novembre 1944  | Trondheim         | 3 jours   |        |
| →     | Oblt. Heinz Schütt | 15 novembre 1944  | Trondheim     | 17 novembre 1944  | Bergen            | 3 jours   |        |
|       | Oblt. Heinz Schütt | 25 décembre 1944  | Bergen        | 27 décembre 1944  | Bergen            | 3 jours   |        |
|       | Oblt. Heinz Schütt | 15 mars 1945      | Bergen        | 18 mars 1945      | Trondheim         | 4 jours   |        |
|       | Oblt. Heinz Schütt | Trondheim         | 22 mars 1945  | Narvik            | 3 jours           |           |        |
| 5     | Oblt. Heinz Schütt | 8 avril 1945      | Narvik        | 24 avril 1945     | Harstad           | 17 jours  |        |
| →     | Oblt. Heinz Schütt | 25 avril 1945     | Harstad       | 26 avril 1945     | Skjomenfjord      | 2 jours   |        |
|       | Oblt. Heinz Schütt | 15 mai 1945       | Skjomenfjord  | 19 mai 1945       | Loch Eriboll (UK) | 5 jours   |        |
| Total | Total              | Total             | Total         | Total             | Total             | 104 jours | 0 t    |

Note : Oblt. = Oberleutnant zur See

### OpérationsWolfpack
L'U-294 n'a pas opéré avec les Wolfpacks (meute de loups) durant sa carrière opérationnelle.

## Navires coulés
L'Unterseeboot 294 n'a ni coulé, ni endommagé de navire ennemi au cours des 5 patrouilles (65 jours en mer) qu'il effectua

### Source et bibliographie
- (en) Cet article est partiellement ou en totalité issu de l’article de Wikipédia en anglais intitulé « German submarine U-294 » (voir la liste des auteurs).
- Chris Bishop, historien militaire (trad. de l'anglais par Christian Muguet), Les sous-marins de la Kriegsmarine : 1939-1945 : le guide d'identification des sous-marins [« The spellmount submarine identification guide : Kriegsmarine U-boats 1939-1945 »], Paris, Éd. de Lodi, 2008, 192 p. (ISBN 978-2-84690-327-1, OCLC 470721805, BNF 41298980)